# Bereza (rzeka)
Bereza (biał. Бяроза) – rzeka w rejonach zelwieńskim і słonimskim obwodu grodzieńskiego na Białorusi, lewy dopływ Szczary w dorzeczu Niemna. Długość 23 km. Zlewnia 96 km². Średnie nachylenie 2,3‰. Zaczyna się w pobliżu wsi Szulaki w rejonie zelwieńskim, uchodzi do Szczary na północny zachód od wsi Baruki. Odcinek 13 km koryta od wsi Kucejki do ujścia jest skanalizowany. W pobliżu wsi Sieńkowszczyzna utworzony jest na rzece zbiornik wodny o pow. 0,33 km².